# Guildford, Western Australia
Guildford är en del av en befolkad plats i Australien. Den ligger i kommunen Swan och delstaten Western Australia, omkring 12 kilometer nordost om delstatshuvudstaden Perth. Antalet invånare är 1 942.
Runt Guildford är det ganska tätbefolkat, med 111 invånare per kvadratkilometer.. Närmaste större samhälle är Perth, omkring 12 kilometer sydväst om Guildford. 
Trakten runt Guildford består till största delen av jordbruksmark. Genomsnittlig årsnederbörd är 763 millimeter. Den regnigaste månaden är juli, med i genomsnitt 131 mm nederbörd, och den torraste är december, med 14 mm nederbörd.